# Główne Archiwum Policji
Główne Archiwum Policji – archiwum wyodrębnione Komendy Głównej Policji podległe ministrowi odpowiedzialnemu za dział administracji rządowej – sprawy wewnętrzne.

## Historia Głównego Archiwum Policji
Główne Archiwum Policji (GAP) zostało utworzone na początku 1991 w składzie Komendy Głównej Policji. Zgodnie z ustawą z dnia 14 lipca 1983 r. o narodowym zasobie archiwalnym i archiwach otrzymało status archiwum wyodrębnionego (początkowo archiwum państwowego wyodrębnionego), czyli nie podlegającego nadzorowi archiwalnemu ze strony Naczelnego Dyrektora Archiwów Państwowych. Organem nadzorczym nad GAP stał się minister spraw wewnętrznych (obecnie minister spraw wewnętrznych i administracji). Zasób archiwalny GAP został ukształtowany z materiałów archiwalnych kategorii „A” i dokumentacji niearchiwalnej kategorii „B” przekazywanych do archiwum z jednej strony przez poszczególne komórki organizacyjne Komendy Głównej Policji, z drugiej – przez Urząd Ochrony Państwa w stosunku do archiwaliów wytworzonych przez Milicję Obywatelską. W wyniku podziału zasobu archiwalnego byłego Biura „C” MSW, które do 1990 pełniło rolę archiwum dla Komendy Głównej Milicji Obywatelskiej, w GAP ukształtował się zespół archiwalny zamknięty byłej KG MO (obejmujący akta z lat 1944–1990), w skład którego weszły także akta wytworzone i zgromadzone przez część komórek organizacyjnych byłego Ministerstwa Spraw Wewnętrznych PRL, których zadania przejęła Komenda Główna Policji (m.in. Biuro „C” MSW, Departament Techniki MSW, Zarząd Łączności MSW czy Zarząd Administracyjno-Gospodarczy MSW). Przejęcie przez GAP zadań archiwum zakładowego wobec Komendy Głównej Policji zapoczątkowało kształtowanie się zespołu archiwalnego otwartego w stosunku do komórek organizacyjnych KGP. Od 2010 GAP pełni rolę archiwum zakładowego dla Centralnego Laboratorium Kryminalistycznego Policji, a od 2014 dla Centralnego Biura Śledczego Policji. GAP nie stanowi odrębnej komórki organizacyjnej Komendy Głównej Policji, lecz wchodzi w skład „pionu” ochrony informacji niejawnych KGP (w początkowym okresie – „pionu” prezydialnego KGP).

## Podstawa prawna działalności
Zgodnie z art. 29 ust. 1 pkt 6 lit. b ustawy archiwalnej z 1983 r. GAP posiada status archiwum wyodrębnionego. Zakres działania GAP reguluje zarządzenie nr 45 Ministra Spraw Wewnętrznych i Administracji z dnia 20 maja 2008 r. w sprawie postępowania z materiałami archiwalnymi i dokumentacją niearchiwalną w archiwach wyodrębnionych podległych Ministrowi Spraw Wewnętrznych i Administracji lub przez niego nadzorowanych. Funkcję instrukcji archiwalnej GAP pełni zarządzenie nr 920 Komendanta Głównego Policji z dnia 11 września 2008 r. w sprawie metod i form wykonywania zadań w zakresie działalności archiwalnej w Policji. Kwestię udostępniania materiałów archiwalnych z zasobu archiwalnego GAP normuje rozporządzenie Rady Ministrów z dnia 22 czerwca 2011 r. w sprawie sposobu i trybu udostępniania materiałów archiwalnych znajdujących się w archiwach wyodrębnionych, a brakowania dokumentacji niearchiwalnej zarządzenie nr 8 Komendanta Głównego Policji z dnia 14 lipca 2016 r. w sprawie metod i form brakowania dokumentacji niearchiwalnej w Policji.

## Współpraca z IPN
Uchwalenie ustawy z dnia 18 grudnia 1998 r. o Instytucie Pamięci Narodowej – Komisji Ścigania Zbrodni przeciwko Narodowi Polskiemu nałożyło na GAP obowiązek przekazania do IPN dokumentów, zbiorów danych, rejestrów i kartotek wytworzonych oraz zgromadzonych przez organy bezpieczeństwa państwa tzw. Polski Ludowej, w tym Milicję Obywatelską w okresie od utworzenia w 1944/1945 r. do 14 grudnia 1954. W wyniku wprowadzenia decyzji nr 107 Ministra Spraw Wewnętrznych i Administracji z dnia 11 maja 2007 r. w sprawie przekazania do IPN dokumentacji wytworzonej i zgromadzonej przez Zmotoryzowane Odwody Milicji Obywatelskiej, Rezerwowe Oddziały Milicji Obywatelskiej, Nieetatowe Oddziały Milicji Obywatelskiej i Bataliony Centralnego Przyporządkowania GAP został objęty obowiązkiem przekazania do Instytutu Pamięci Narodowej akt ZOMO, ROMO, NOMO i BCP. Porozumienie Komendanta Głównego Policji i Prezesa Instytutu Pamięci Narodowej – Komisji Ścigania Zbrodni przeciwko Narodowi Polskiemu z dnia 8 lutego 2013 r. w sprawie określenia zasad współdziałania w zakresie działalności archiwalnej Policji i IPN-KŚZpNP rozszerzyło katalog dokumentów, zbiorów danych, rejestrów i kartotek, podlegających przekazaniu do Instytutu Pamięci Narodowej, w stosunku do materiałów archiwalnych i dokumentacji niearchiwalnej, wytworzonych i zgromadzonych przez Milicję Obywatelską, które dotyczą współpracy MO z organami bezpieczeństwa państwa lub w treści których znajdują się informacje o organach bezpieczeństwa państwa oraz pracownikach i funkcjonariuszach tychże organów.

## Historyczny zasób archiwalny
„Historyczny” zasób archiwalny GAP obejmuje zespół archiwalny zamknięty zawierający materiały archiwalne i dokumentację niearchiwalną, wytworzone i zgromadzone przez byłe KG MO od 15 grudnia 1954 do dnia 31 lipca 1990, a także część komórek organizacyjnych byłego MSW PRL z lat 1955–1990. Stanowi on około 20% całości zasobu archiwalnego GAP. Znaczna część akt proweniencji milicyjnej, zwłaszcza spraw operacyjnych czy lokali konspiracyjnych oraz teczek personalnych i teczek pracy osobowych źródeł informacji MO, oznaczona jest klauzulami tajności. W skład „historycznego” zasobu archiwalnego GAP wchodzą zarówno dokumenty, zbiory danych, rejestry i kartoteki, w stosunku do których wytwórcą były poszczególne komórki organizacyjne byłej Komendy Głównej MO, jak Inspektorat Operacyjny/Biuro Operacyjne, Biuro Dochodzeniowo-Śledcze, Biuro Kryminalne, Biuro do Walki z Przestępczością Gospodarczą, Biuro Prewencji, Biuro Ruchu Drogowego, Oddział Kontroli i Analiz/Biuro Kontroli i Analiz czy Zakład Kryminalistyki, jak też niektóre komórki organizacyjne byłego MSW PRL, jak Zarząd Łączności (w okresie od 1 stycznia 1957 do 31 grudnia 1983), Departament Gospodarki Materiałowo-Technicznej, Departament Szkolenia i Wydawnictw/Departament Szkolenia i Doskonalenia Zawodowego czy Zarząd Administracyjno-Gospodarczy MSW. Rodzaje tematyczne dokumentów obejmują akta spraw wyżej wskazanych komórek organizacyjnych KG MO i MSW, akta nadzorcze i kontrolne spraw kryminalnych, akta operacji milicyjnych, akta zabezpieczenia prewencyjnego imprez masowych, akty normatywne MSW i akty wewnętrznego kierowania KG MO, plany i sprawozdania okresowe, protokoły z narad, zebrań, zjazdów, konferencji i odpraw, dokumentację związaną ze skargami i wnioskami, publikacje i periodyki naukowe, biuletyny milicyjne, dokumentację o charakterze statystycznym, ekspertyzy kryminalistyczne, książki wydarzeń, dzienniki korespondencyjne i pozostałą dokumentację o charakterze kancelaryjnym, protokoły brakowania akt, protokoły kontroli jednostek organizacyjnych MO i MSW, teczki personalne i teczki pracy OZI MO, teczki lokali konspiracyjnych, teczki mieszkaniowe, akta o charakterze finansowo-księgowym, listy płac i akta osobowe byłych pracowników i funkcjonariuszy MO i MSW. Do ciekawszych akt przechowywanych w „historycznym” zasobie archiwalnym GAP można zaliczyć Meldunki informacyjne Biura Operacyjnego KG MO z lat 1980–1989, książki wydarzeń Biura Prewencji KG MO z lat 1979–1990, dokumentację związaną z funkcjonowaniem Aresztu KG MO, akta sprawy kryminalnej kryptonim „Anna” dotyczącej serii zabójstw kobiet na Śląsku na przełomie lat 60. i 70. XX w. czy akta zabezpieczenia prewencyjnego kolejnych wizyt papieskich w PRL (kryptonimy „Lato-79”, „Zorza I” i „Zorza II”).